# Burg Schönrath
Die Burg Schönrath ist eine teilweise nur noch als Ruine vorhandene Niederungsburg in Nordrhein-Westfalen. Sie gehört zur Stadt Lohmar und befindet sich im Rhein-Sieg-Kreis.

## Lage
Die kleine Burg liegt in der sanft abfallenden Quellmulde eines Bächleins, das in den Gammersbach mündet, auf einer Höhe von 140 Metern über Normalnull zwischen den Ortsteilen Lohmar-Wickuhl und Rösrath-Rambrücken in der Nähe des Weilers Georgshof/Oberschönrath.

## Geschichte

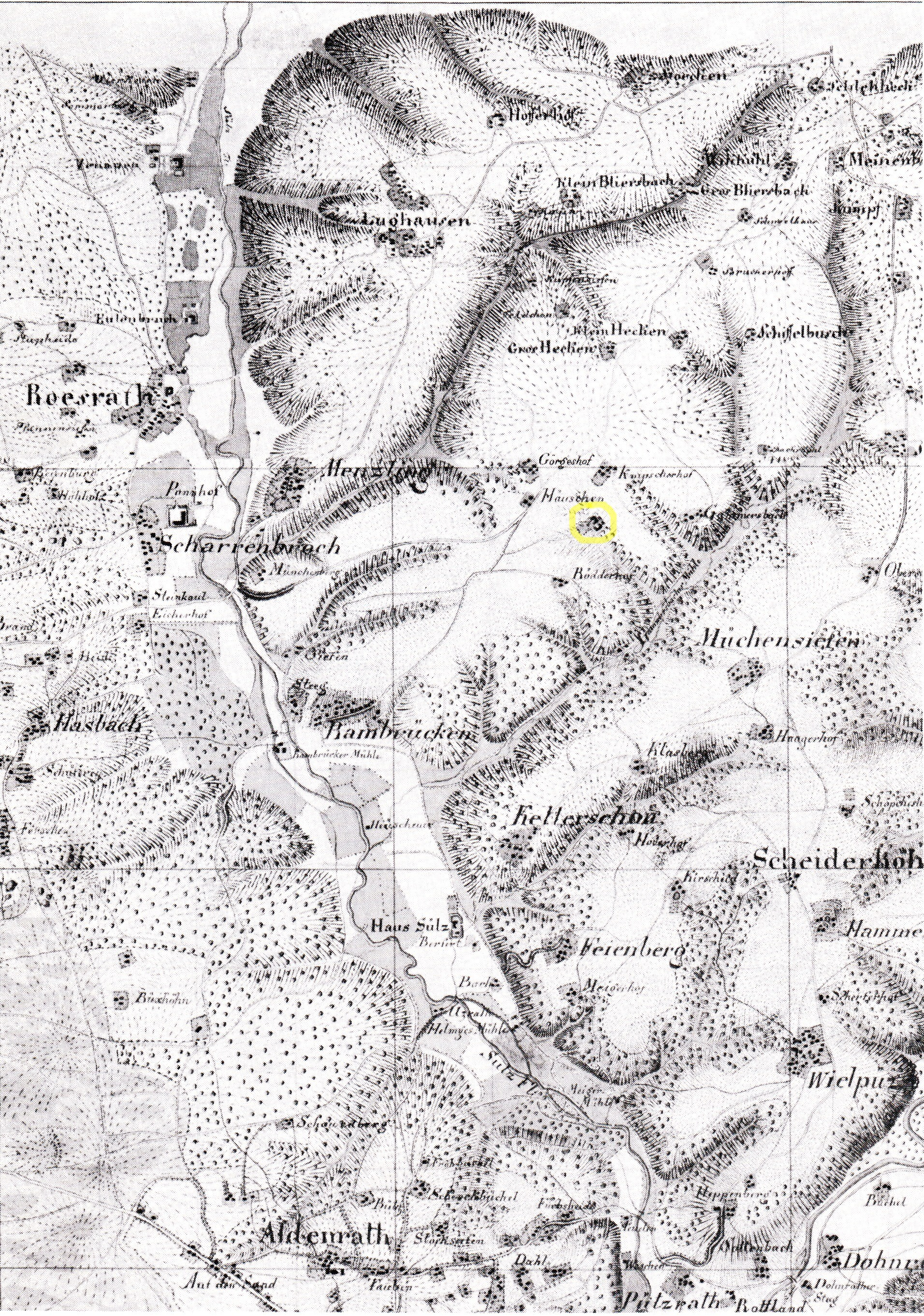
Burg Schönrath auf der Tranchot-v. Müfflingschen Landesaufnahme von 1817

Erstmals urkundlich erwähnt wird der frühere Rittersitz im 13. Jahrhundert, er gehört zu dieser Zeit den Herren von Schönrode. In den nachfolgenden Jahrhunderten wechselt die Burg mehrfach den Besitzer. Sie geht an verschiedene Adelsgeschlechter derer von Landsberg, von Nesselrode und von Quadt, bis sie im 15. Jahrhundert in das Eigentum derer von Plettenberg gelangt. Nach dem Tode Wilhelms von Plettenberg wurden die Burg und ihre Ländereien auf die erbenden Töchter aufgeteilt. 1563 konnte dann Diederich von Heyden, Sohn Elisabeths von Plettenberg, die Schwäger auszahlen und brachte die Burg für gut 100 Jahre in den Familienbesitz der von Heiden.

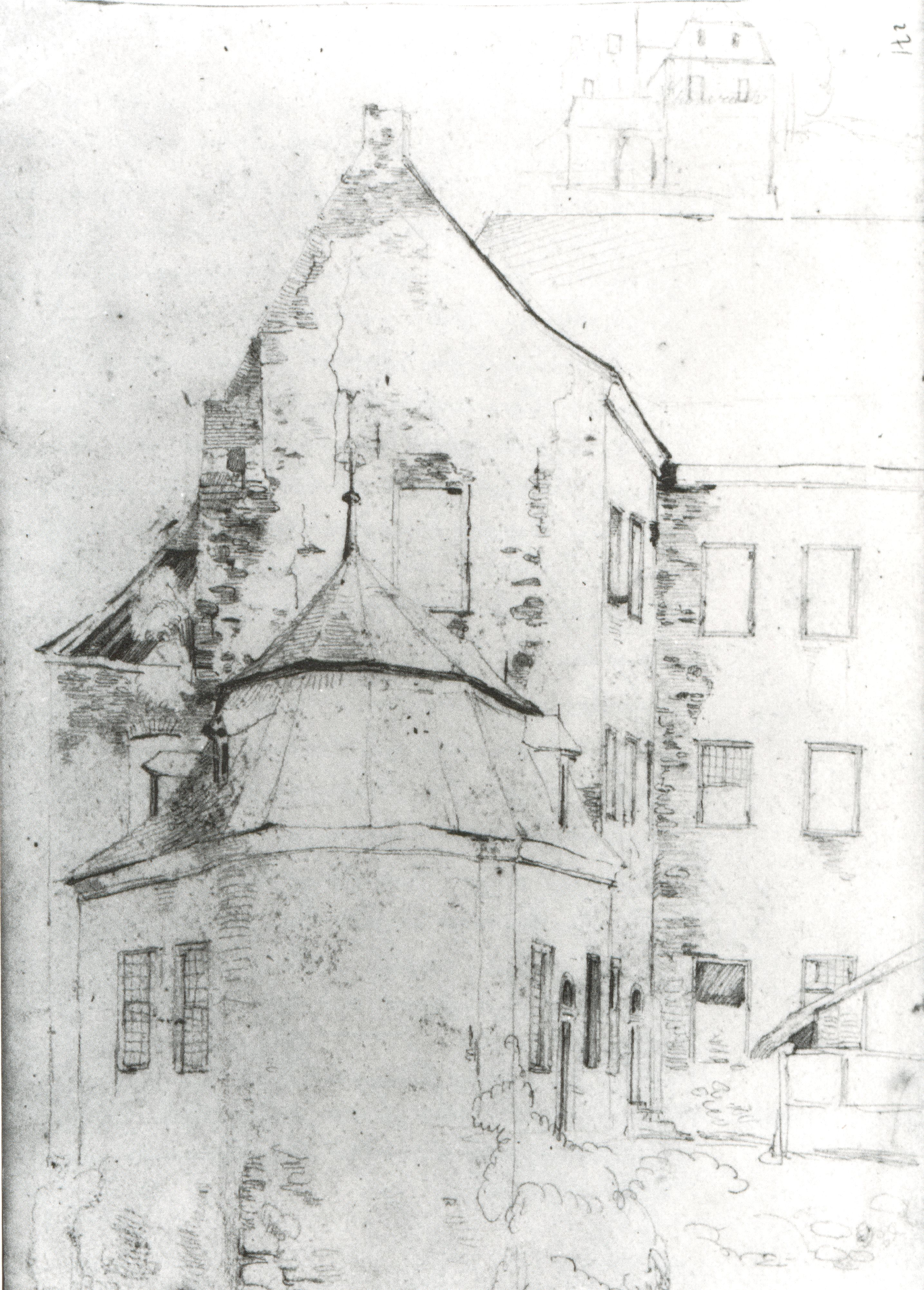
Burg Schönrath, im Vordergrund die im barocken Stil erneuerte Burgkapelle. Das Mauerwerk weist deutliche Verfallsspuren auf (aus dem Skizzenbuch von W. Klein, 1837).

Als gegen Ende des 17. Jahrhunderts die Nachkommen der Familie von Heiden ihre Besitztümer im Bergischen Land aufgaben und sich dem Brandenburgischen zuwandten, wurde die Burg Schonrad am 4. Oktober 1695 zusammen mit ihren Appertinentien (Zubehör, d. s. die zugehörigen Güter) für 30.000 Reichstaler an den Freiherrn Ernst von Erlenkamp veräußert. Im Zusammenhang mit diesem Verkauf ist die Höhe der damaligen Erträge der zur Burg gehörenden neun Höfe und zwei Wassermühlen überliefert: 119 Malter Roggen, 80 Malter Hafer, 2 Malter Gerste, 6 Kälber, 32½ Schweine, 1 Hammel, 7 Rinder ausfüttern, 8 Säcke Kohlen, 32 Pfund Flachs, 100 Eier, 150 Hühner, 4 Pfund Pfeffer, 4 Pfund Ingwer, 6 Pfund Zucker, 4 Maß Butter, zusätzlich zu leistende Spanndienste und Bargeld in Höhe von 82 Reichstalern und 256 Stübern.

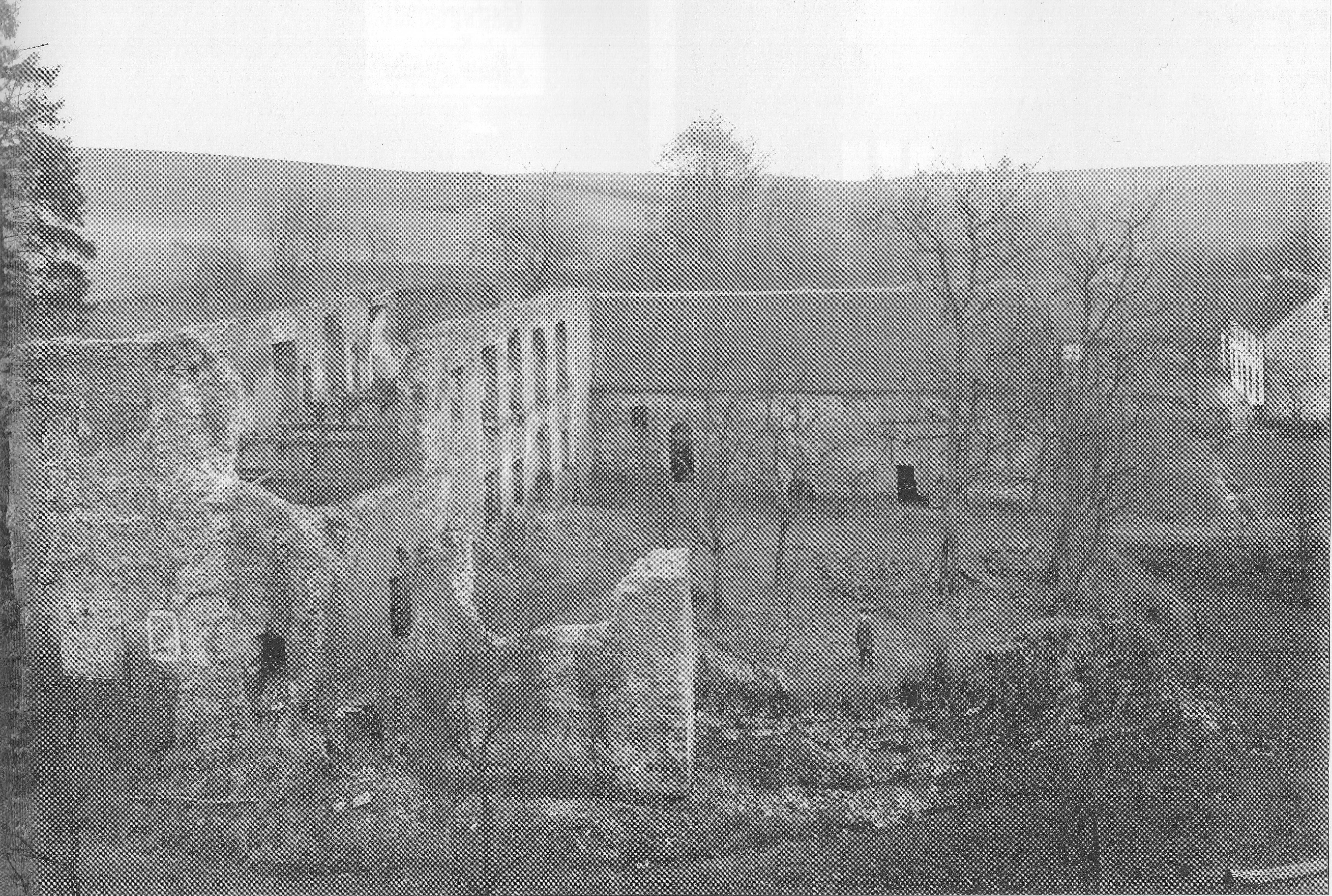
Zustand der Hauptburg vor dem Ersten Weltkrieg

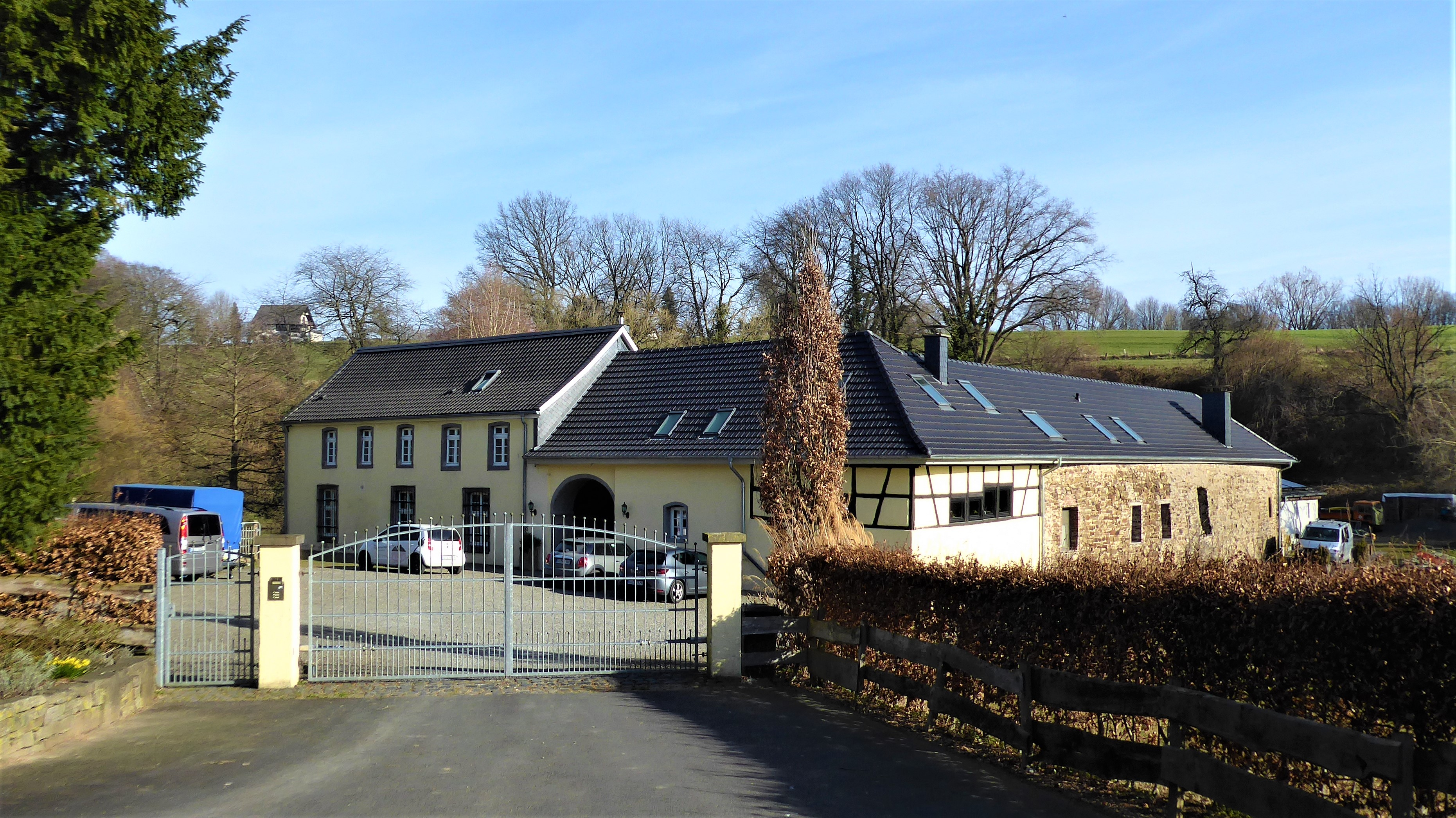
Blick zur Vorburg, 2022

Während der folgenden zwei Jahrhunderte minderte sich der Wert des freiadeligen Anwesens dadurch erheblich, dass nach und nach die zugehörigen Höfe an Bürgerliche verkauft werden. Aus dem 19. Jahrhundert sind die Bewohnerzahlen des Hofs Schönrath bekannt: 1829 17 Personen an zwei Feuerstellen, 1843 15 Bewohner, 1851 10 Bewohner, 1872 12 Personen in zwei Wohnhäusern und zwei Haushaltungen. Auch die Burg selbst ging zu dieser Zeit wieder durch mehrere Besitzerhände, bis sie von 1855 bis 1925 der Familie Scharrenbroich gehörte. Die im 19. Jahrhundert schon nicht mehr bewohnte Hauptburg – überliefert ist allerdings eine Nutzung der Burgkapelle noch bis etwa 1835 – wurde bis in die 1920er Jahre allmählich abgetragen und im Januar 1928 gesprengt, das Material zum Straßenbau verwendet. Die Vorburg wird kontinuierlich als landwirtschaftlicher Betrieb genutzt.
Die Gebäude befinden sich heute in Privatbesitz.

## Anlage

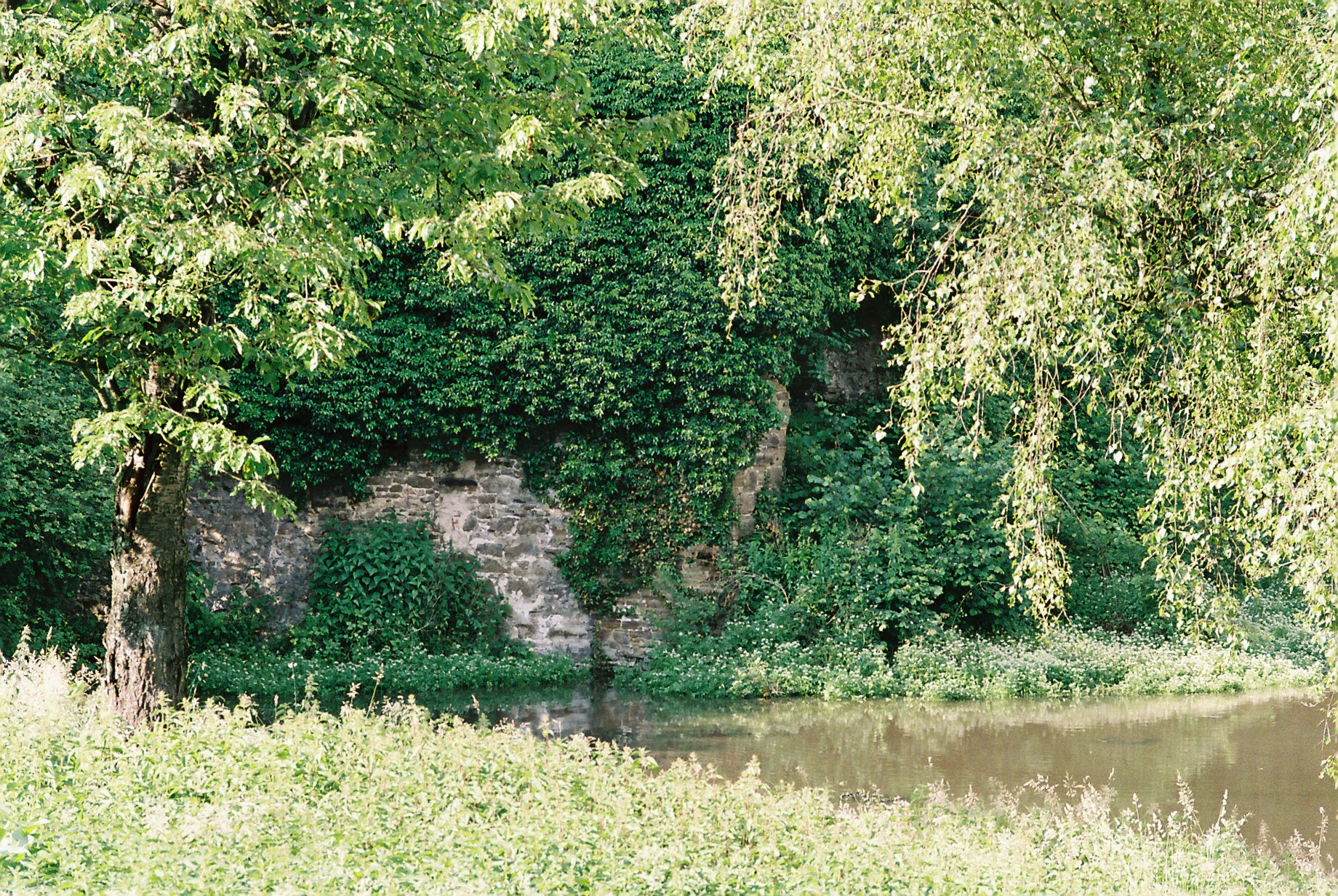
Überwachsene Mauerreste der Hauptburg heute

Die Hauptburg wird im 15. bis 16. Jahrhundert auf mittelalterlichen Grundmauern errichtet. Im 18. Jahrhundert wird die Vorburg erneuert, während die dreigeschossige Hauptanlage in wesentlichen Teilen verändert wird. Diese, in Form einer Winkelburg, ist von Westen her über eine gemauerte Brücke zugänglich. Die Anlage weist außerdem eine achteckige Burgkapelle auf und ist von einem Wassergraben umgeben.
Heute wird die Vorburg, die neben dem zweigeschossigen Wohnhaus aus Stallungen und Nebengebäuden besteht, von den Eigentümern bewohnt.
Von der Hauptburg existieren lediglich geringe Mauerreste, die stark überwuchert sind. Der ehemalige Wassergraben ist bis auf einen Teich nahezu vollständig verlandet. Neben der Zufahrt zur Vorburg steht eine rund 300 Jahre alte Eibe mit einer ungewöhnlichen vielstämmigen Krone.
Die Burganlage kann nicht besichtigt, sondern nur von der nahegelegenen Straße aus eingesehen werden.